# Fern Headley
Pour les articles homonymes, voir Headley.
Fern James Headley (2 mars 1901 – 28 septembre 1956) est un joueur professionnel de hockey sur glace évoluant à la position de défenseur. Il a joué 27 matchs en Ligue nationale de hockey pour les Canadiens de Montréal et les Bruins de Boston. Il est né à Crystal, Dakota du Nord,.